# NA-2113
La NA-2113 comunica el Monasterio de Leyre con la autovía (A-21) y con la NA-2400.

## Recorrido
| Denominación | Kilómetro | Salida                           | Carretera                        | Dirección                        |
| ------------ | --------- | -------------------------------- | -------------------------------- | -------------------------------- |
| NA-2113      | 0         |                                  | NA-2400                          | Yesa Jaca Sangüesa Pamplona      |
| NA-2113      | 4         | Travesía del Monasterio de Leyre | Travesía del Monasterio de Leyre | Travesía del Monasterio de Leyre |

- Datos: Q12264065